# Mistrzostwa NCAA Division III w Zapasach w 2022
Mistrzostwa NCAA Division III w zapasach w 2022 roku rozegrane zostały w Cedar Rapids w dniach 11–12 marca. Zawody odbyły się w Alliant Energy PowerHouse.
- Outstanding Wrestler – Bradan Birt[2].

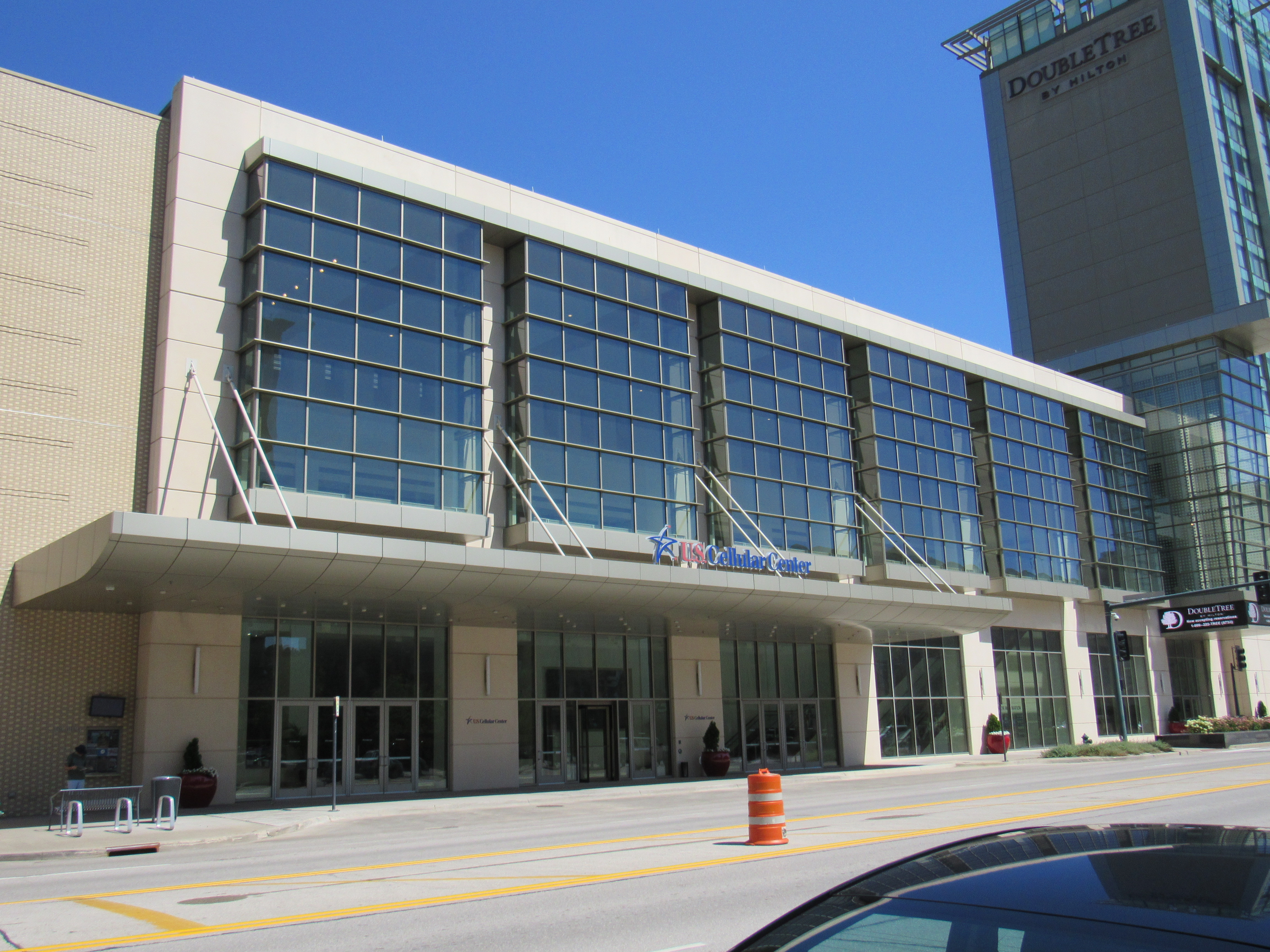

Punkty zdobyło 57 drużyn.

## Wyniki

### Drużynowo
| Kolejność | Szkoła                            | Zespół         |
| --------- | --------------------------------- | -------------- |
| 1.        | Wartburg College                  | Knights        |
| 2.        | Wabash College                    | Little Giants  |
| 3.        | Augsburg University               | Auggies        |
| 3.        | North Central College             | Cardinals      |
| 5.        | Stevens Institute of Technology   | Ducks          |
| 6.        | Coe College                       | Kohawks        |
| 7.        | Rochester Institute of Technology | Tigers         |
| 8.        | Baldwin Wallace University        | Yellow Jackets |

### All American

#### 125 lb
| Lp. | Zawodnik         | Szkoła              |
| --- | ---------------- | ------------------- |
| 1.  | Jacob Decatur    | Baldwin Wallace     |
| 2.  | Carlos Champagne | Wabash              |
| 3.  | Shandon Akeo     | Central Iowa        |
| 4.  | Samuel Braswell  | Averett             |
| 5.  | Brady Kyner      | Wartburg            |
| 6.  | Riley Parker     | Washington and Lee  |
| 7.  | Nicholas Arborio | Western New England |
| 8.  | Tommy Russell    | Millikin            |

#### 133 lb
| Lp. | Zawodnik         | Szkoła                  |
| --- | ---------------- | ----------------------- |
| 1.  | Robbie Precin    | North Central           |
| 2.  | Andrew Perelka   | John Carroll            |
| 3.  | Dalton Rohrbaugh | York                    |
| 4.  | Matt Berlin      | Wisconsin–Stevens Point |
| 5.  | Josh Wilson      | Greensboro              |
| 6.  | David Massey     | Mount Union             |
| 7.  | Zach Thompson    | Wisconsin–Platteville   |
| 8.  | Joe Pins         | Wartburg                |

#### 141 lb
| Lp. | Zawodnik        | Szkoła        |
| --- | --------------- | ------------- |
| 1.  | Jordin James    | Mount Union   |
| 2.  | Zayren Terukina | Wartburg      |
| 3.  | Jacob Reed      | Ohio Northern |
| 4.  | Kyle Slendorn   | Stevens IT    |
| 5.  | Jimmy McAuliffe | Elmhurst      |
| 6.  | Brandon Woody   | Averett       |
| 7.  | Josiah Gehr     | Messiah       |
| 8.  | James Rodriguez | Castleton     |

#### 149 lb
| Lp. | Zawodnik         | Szkoła          |
| --- | ---------------- | --------------- |
| 1.  | Brett Kaliner    | Stevens IT      |
| 2.  | Michael Petrella | Baldwin Wallace |
| 3.  | Alex Barr        | Wabash          |
| 4.  | Alex Villar      | North Central   |
| 5.  | Kristian Rumph   | Wartburg        |
| 6.  | Ryan Fleck       | Chicago         |
| 7.  | Kyle Merritt     | Norwich         |
| 8.  | Michael Conklin  | New Jersey      |

#### 157 lb
| Lp. | Zawodnik            | Szkoła              |
| --- | ------------------- | ------------------- |
| 1.  | Nathan Lackman      | Rhode Island        |
| 2.  | Kaidon Winters      | Rochester IT        |
| 3.  | Tyler Shilson       | Augsburg            |
| 4.  | Ryan Luth           | Washington and Lee  |
| 5.  | Nolan Hertel        | Wisconsin–La Crosse |
| 6.  | David Hollingsworth | Wartburg            |
| 7.  | Luke Reicosky       | John Carroll        |
| 8.  | Darian Estevez      | Chicago             |

#### 165 lb
| Lp. | Zawodnik             | Szkoła               |
| --- | -------------------- | -------------------- |
| 1.  | Bradan Birt          | Millikin             |
| 2.  | Kyle Hatch           | Wabash               |
| 3.  | Chase Schmidt        | Wisconsin–Eau Claire |
| 4.  | Will Esmoil          | Coe                  |
| 5.  | Matt Lackman         | Alvernia             |
| 6.  | Cooper Pontelandolfo | New York             |
| 7.  | Seth Brossard        | Wisconsin–La Crosse  |
| 8.  | Austin Lamb          | Rochester IT         |

#### 174 lb
| Lp. | Zawodnik        | Szkoła               |
| --- | --------------- | -------------------- |
| 1.  | Cornell Beachem | Mount St. Joseph     |
| 2.  | Michael Ross    | Johnson & Wales      |
| 3.  | Jacob Krakow    | Loras                |
| 4.  | Zane Mulder     | Wartburg             |
| 5.  | Solomon Nielsen | Augsburg             |
| 6.  | Zach Stedeford  | Rochester IT         |
| 7.  | Stefan Major    | Stevens IT           |
| 8.  | Demitreus Henry | New York at Cortland |

#### 184 lb
| Lp. | Zawodnik           | Szkoła                 |
| --- | ------------------ | ---------------------- |
| 1.  | Jaritt Shinhoster  | Wisconsin–Whitewater   |
| 2.  | Paul Detwiler      | US Coast Guard Academy |
| 3.  | Kyle Briggs        | Wartburg               |
| 4.  | Shane Liegel       | Loras                  |
| 5.  | Chibueze Chukwuezi | Ithaca                 |
| 6.  | Charles Baczek     | Wabash                 |
| 7.  | Mahlic Sallah      | Roanoke                |
| 8.  | Daniel Surich      | New Jersey             |

#### 197 lb
| Lp. | Zawodnik                      | Szkoła                 |
| --- | ----------------------------- | ---------------------- |
| 1.  | Cody Baldridge                | North Central          |
| 2.  | Jack Heldt                    | Wabash                 |
| 3.  | Beau Yineman                  | Wisconsin–Oshkosh      |
| 4.  | Camden Farrow                 | York                   |
| 5.  | Coy Spooner                   | US Coast Guard Academy |
| 6.  | Bentley Schwanebeck-Ostermann | Augsburg               |
| 7.  | Gable Crebs                   | Lycoming               |
| 8.  | Jordan Wallace                | Ithaca                 |

#### 285 lb
| Lp. | Zawodnik       | Szkoła            |
| --- | -------------- | ----------------- |
| 1.  | Jordan Lemcke  | Wisconsin–Oshkosh |
| 2.  | Donovan King   | Olivet            |
| 3.  | Kaleb Reeves   | Coe               |
| 4.  | Tyler Kim      | Augsburg          |
| 5.  | Nico Ramirez   | Southern Virginia |
| 6.  | Robby Bates    | North Central     |
| 7.  | John Fulmer    | Lycoming          |
| 8.  | Hank Behaeghel | Johns Hopkins     |